# Privat rymdfart

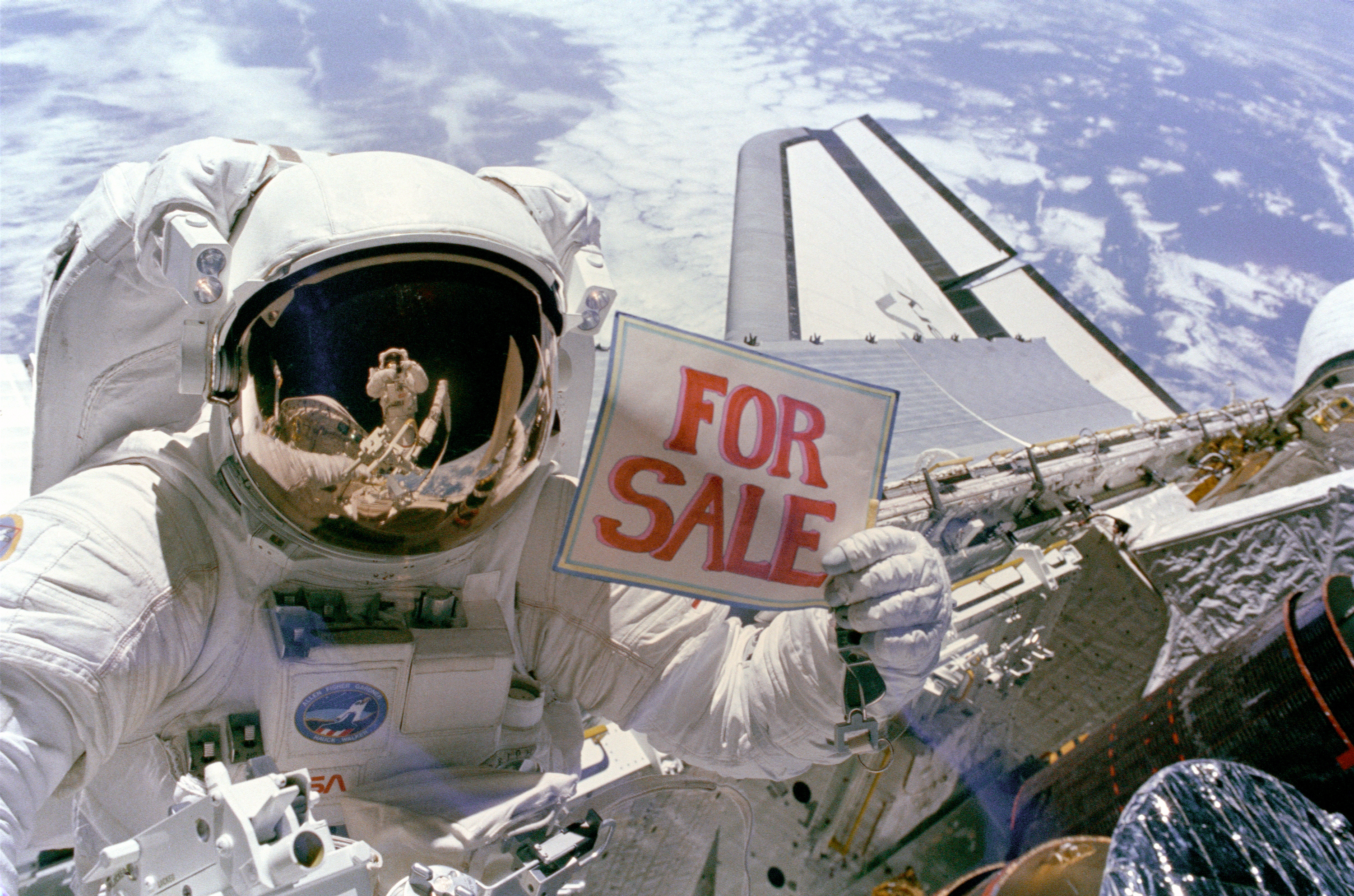
En NASA-astronaut söker finansiärer.

Privat rymdfart är rymdfart bekostad av icke-statliga finansiärer. Målen för privat rymdfart är bland annat placering av kommunikationssatelliter och rymdturism.
Rymdkapplöpningen under 1950- och 60-talen var finansierad av USA:s och Sovjetunionens regeringar, och i USA utförd av många underleverantörer.
Sedan 1980-talet har diverse privata initiativ tagit. Den första bärraketen som finansierades privat och kom ut i rymden var Conestoga, som finansierades av det amerikanska företaget Space Services Inc., som säljer rymdbegravningar och namn på stjärnor.